# 2,2-dichloor-1,1,1-trifluorethaan
2,2-dichloor-1,1,1-trifluorethaan, ook aangeduid als HCFC-123 of R-123, is een chloorfluorkoolstofverbinding die wordt gebruikt als koelmiddel en als tussenproduct voor de omzetting naar pentafluorethaan (R-125). Het is een kleurloze, heldere vloeistof.
Het ozonafbrekend vermogen van HCFC-123 bedraagt 0,02. De productie en het verbruik van HCFC-123 en andere chloorfluorkoolstofverbindingen vallen sedert het amendement van Kopenhagen van 1992 onder het Montréalprotocol over ozonlaagafbrekende stoffen.  Dit stipuleert dat het verbruik van HCFC's stapsgewijs tot nul moet teruggebracht zijn tegen 1 januari 2020 (tot 1 januari 2030 in koel- en airconditioninginstallaties die op 1 januari 2020 al bestonden). In ontwikkelingslanden moet het verbruik op 1 januari 2030 teruggebracht zijn tot 0,5% van het referentiejaar 2009-2010 en vanaf 1 januari 2040 tot nul.

## Synthese
2,2-dichloor-1,1,1-trifluorethaan wordt bereid door reactie van tetrachlooretheen met waterstoffluoride in de gasfase. Dit is een exotherme reactie en vereist een katalysator:
{\displaystyle {\ce {Cl2C=CCl2 + 3HF -> Cl2CH-CF3 + 3HCl}}}
2,2-dichloor-1,1,1-trifluorethaan kan dan verder gefluoreerd worden tot pentafluorethaan (R-125):
{\displaystyle {\ce {Cl2CH-CF3 + 2HF -> CF2H-CF3 + 2HCl}}}
De katalysator voor dergelijke fluoreringen is vaak gebaseerd op chroom(III)oxide.

## Isomeren
Er bestaan drie isomeren van dichloortrifluorethaan. R-123 (1,1-dichloor-2,2,2-trifluorethaan) is het meest gebruikt. De twee andere zijn 1,2-dichloor-1,1,2-trifluorethaan (R-123a) en 1,1-dichloor-1,2,2-trifluorethaan (R-123b).